# Elmoparnus collinsae
Elmoparnus collinsae is een keversoort uit de familie ruighaarkevers (Dryopidae). De wetenschappelijke naam van de soort werd in 1983 gepubliceerd door Spangler & Steiner.